# Gérald Arbola
Gérald Arbola, né le 29 mai 1948, est un homme d'affaires français. Il était jusqu'en juillet 2011 membre du directoire et directeur général délégué du groupe AREVA. Il a été également une des figures marquante des communautés nouvelles catholiques en France.

## Biographie
Gérald Arbola est diplômé de l'Institut d'Études Politiques de Paris et d'études supérieures en sciences économiques. Il épouse une descendante de la famille Duval, famille propriétaire de la Société Industrielle de Métallurgie Avancée (SIMA) à l'origine de la COGEMA.
Il intègre le groupe COGEMA (devenu, depuis, AREVA NC) en 1982 en qualité de directeur du plan et des études stratégies de Société générale pour les techniques nouvelles (SGN), filiale d'ingénierie.
De 1985 à 1989, il est directeur financier, puis en 1988, directeur général adjoint de SGN.
En 1992, il devient directeur financier de COGEMA (AREVA NC) et membre du comité exécutif, en 1999, tout en assurant la présidence de SGN en 1997 et 1998.
Gérald Arbola est membre du directoire de CEA-Industrie depuis le 3 juillet 2001.
Depuis septembre 2001, Gérald Arbola est membre du directoire d'Areva. En juin 2006, il est nommé directeur général délégué du Groupe. Il est directeur de la compagnie Suez Environnement depuis le 15 juillet 2008.
En février 2017, Gérald Arbola est mis en examen pour « diffusion d’informations trompeuses » et « présentation de comptes infidèles » en 2010 et 2011 destinée à couvrir les pertes du groupe Areva à la suite du rachat de la junior Uramin.

## Autres fonctions
- Président du Conseil d'Administration de FT1CI
- Vice-président du Conseil de Surveillance de STMicroelectronics NV

## Engagements personnels
En parallèle de sa carrière professionnelle, Gérald Arbola a toujours été très investi au sein de l'Église catholique. De 1986 à 1995, il a ainsi dirigé la Communauté de l'Emmanuel, association internationale catholique de fidèles, devenant le collaborateur puis successeur du fondateur Pierre Goursat. De 1990 à 2000, il a été membre du Conseil pontifical pour les laïcs. Il a lancé les Congrès Internationaux pour la Nouvelle Évangélisation qui, de 2003 à 2008, ont rassemblé plusieurs milliers de personnes, animés par cinq diocèses-métropoles européennes, le lieu du Congrès tournant chaque année : Vienne (2003), Paris (2004), Lisbonne (2005), Bruxelles (2006) et Budapest (2007). Quatre cardinaux parrainent ces événements : les cardinaux Jean-Marie Lustiger, Godfried Danneels, José da Cruz Policarpo, Christoph Schönborn.
Gérald Arbola quitta la Communauté de l'Emmanuel en 2001, à l'issue d'une crise de gouvernance, puis participa à la fondation d'une autre association, les Missionnaires de la Miséricorde, en 2001, accompagnée par le cardinal Schönborn,, Il a également été à l'origine du Congrès mondial apostolique de la Miséricorde dont la première édition a eu lieu à Rome en 2008,.